# قبیله حوثی
قبیله حوثی (عربی: قبیلة الحوثی) یک قبیله عرب حمدانی است که در شمال یمن زندگی می‌کنند. این قبیله، شاخه‌ای از قبیله بنی‌حمدان است. آنها عمدتاً در عمران و صعده ساکن هستند. جنبش حوثی‌ها نیز به نام این قبیله، نامگذاری شده است. حارث الحمدانی، یکی از نخستین حامیان علی از قبیله حوثی بود.